# Nemaconia dressleriana
Nemaconia dressleriana es una especie que pertenece a la familia Orchidaceae Juss. Es parte de las especies mexicanas de Ponera. Las flores no son muy carnosas y tienen un labelo alargado que las distingue de otras especies.

## Clasificación y descripción
Esta herbácea crece en las rocas (rupícola), es erecta, cespitosa (que crece en forma de matas espesas), ramificada de aproximadamente 22 a 90 cm de alto. Sus raíces son carnosas, simples, de color cafés, miden de 3-8 mm de grosor. Sus tallos tienen forma de caña, son erectos, delgados, ligeramente comprimidos, con muchas hojas distantes entre sí 3-10 mm, las ramas más cortas y con hojas más pequeñas que los tallos principales. Sus hojas son dísticas, con el ápice desigual de color verde, miden 2-7,5 cm de largo y 3-5 mm de ancho. Las flores se arreglan en inflorescencia en forma de racimo, raquis de 0,5 cm de largo, 1,5 mm de grosor, con 1-4 flores. La bráctea floral fibrosa-membranácea de 4 mm de largo, 4,5 mm de ancho. Sus flores son sésiles, sucesivas, carnosas; los sépalos lanuginosos en la superficie abaxial (que tienen palos o pelusa), pelos multicelulares, de color blanco o amarillo, desordenados, de tamaño variable, hasta 1,5 mm de largo, en la superficie adaxial lisos, de color verde-amarillentos con puntos y manchas de color púrpura, más o menos distribuidos en hileras transversales; los pétalos son de color verde, manchados de púrpura, glabros; la parte superior del labelo es de color verde-amarillenta con manchas púrpuras, la inferior crema y amarillo. Los pétalos se dirigen hacia adelante. Lóbulos basales poco definidos, erectos, oblongos, con el margen entero, muy carnosos; lóbulos distales oblongo- elípticos delgados, a veces ligeramente sobrepuestos; dimensiones totales del labelo 9,5 x 6 mm. Columna corta, gruesa, glabra, a la altura del estigma; con un pie, carnoso, de 5 x 2 mm.

## Distribución y ambiente
Se trata de una Orquídea que crece sobre paredes verticales de rocas andesíticas. Crece en compañía de Stanhopea hernandezii, Stelis nigriflora, Epidendrum matudae, Mammilaria spinossisima, Heliocereus speciosus, Agave dasylirioides y otras suculentas, en paredes orientadas hacia el este y noreste. Se establece entre los 2000 y 2500 m s. n. m. Las flores aparecen en marzo y abril. No se sabe nada acerca de la polinización de esta especie.
Su distribución se encuentra en México se ha registrado en Morelos y Tepoztlán. En Regiones Prioritarias Terrestres como El Ajusco-Chichinautzin Morelos, La Sierra del Tepozteco. El clima de la región es semicálido subhúmedo con lluvias en verano, con poca lluvia invernal. La precipitación anual es un poco mayor a los 1100 mm y la temperatura media anual de alrededor de 19 °C.

## Estado de conservación
Esta especie se encuentra NOM-059-SEMARNAT-2001 (Pr) sujeta a protección especial y NOM-059-SEMARNAT-2010 (Pr) sujeta a protección especial. Tiene una distribución geográfica muy restringida, con una alta especificidad de hábitat, su hábitat es reducido, y sus poblaciones son poco numerosas. Es una planta rara. Sin embargo, los sitios donde crece son muy inaccesibles y a pesar de que la localidad es muy visitada por turistas de la zona arqueológica del Tepozteco, no parece haber un gran impacto ni alteración del hábitat, ni la supervivencia de la especie parece estar en riesgo.
Tampoco es colectada ni tiene interés hortícola. Las localidades están dentro del Parque El Tepozteco y el Corredor Biológico Ajusco Chichinautzin. Si bien la conservación ex situ parece viable, la aparente ausencia de reclutamiento de plántulas y las sequías prolongadas de los últimos años serían factores de riesgo a largo plazo.